# Alexander Berger (Volleyballspieler)
Alexander Berger (* 27. September 1988 in Aichkirchen) ist ein österreichischer Volleyball-Nationalspieler.

## Werdegang
Berger kam über Beachvolleyball zum Volleyball in der Halle. Während seiner Zeit bei Supervolley Wels versuchte er sich in beiden Sportarten. Nach dem Rücktritt von Peter Gartmayer 2008 war Berger im Gespräch als neuer Beach-Partner für Clemens Doppler. Den Zuschlag erhielt allerdings Matthias Mellitzer. 
2009 wechselte der Außenangreifer zum amtierenden österreichischen Meister Hypo Tirol Volleyballteam Innsbruck. Aufgrund von Verletzungen und starker Konkurrenz auf seiner Position schaffte Berger allerdings erst in der Saison 2011/12 den Durchbruch. 
Im Nationalteam verpasste er knapp den Sprung in den endgültigen Kader der Heim-EM 2011 in Österreich und Tschechien, ist mittlerweile aber Stammspieler und aktuell Teamkapitän des Österreichischen Volleyball Nationalteams. Anfang 2013 laborierte er an einem Mittelhandknochenbruch. 
2014 wurde Berger erneut österreichischer Meister und wechselte anschließend nach Frankreich zu Nantes Rezé Métropole Volley.
Seit 2015 spielt Alexander Berger in der italienischen Serie A, zunächst bei Pallavolo Padua und seit 2016 beim Ligakonkurrenten Sir Safety Perugia.

## Privates
Alexander hat zwei Brüder, die auch im Volleyball unterwegs sind, den älteren Christoph und den jüngeren Markus. 
Seit 2015 ist Alex mit der ehemaligen Schwimmerin Mirna Jukić (* 1986) verheiratet. Seit 2017 und 2019 sind die beiden Eltern zweier Kinder.